# Dendrocnide moroides
Dendrocnide moroides е растение от семейство Копривови, типично за Австралия, характеризиращо се с ужасната и нетърпима болка, която причинява при допир. За този растителен вид се смята, че е най-опасният в Австралия.

## Особености
Малки власинки (трихоми) са позиционирани на повърхността на растението. При контакт с кожата те се впиват в нея и вкарват отрова в организма. Поради фината си структура се изваждат изключително трудно, а оставени там, непрекъснато отделят малки количества токсини.
Не само докосването на растението обаче предизвиква силна реакция. Токсичните вещества доста често се разнасят из въздуха, поразявайки всеки човек или животно, намиращо се в непосредствена близост. Не са малко и случаите, в които учени са били засегнати от опасния вид, когато са се опитвали да го изследват – независимо от факта, че са носели предпазни облекла.